# هؤلاء علموني

سلامة موسى

هؤلاء علموني  كتاب للكاتب والمفكر المصري سلامة موسى صدر عام 1953 عن دار المعارف في حوالي 190 صفحة. قدم الكاتب جولة مع مجموعة من أشهر رموز النهضة الأوروبية الحديثة.

## محتوى الكتاب
مقدمة - المؤلِّفون يغيرون الدنيا - فولتير - جيته - داروين - فيسمان - هنريك إبسن - نيتشه أو فتنة الشباب - إرنست رينان - دستوفسكي - ثورو ونداء الطبيعة - تولستوي - فرويد وتشريح النفس البشرية - إليوت سميث وأصل الحضارة - هافلوك إليس والزواج الانفصالي - جوركي والأديب المكافح - شو - غاندي - ويلز - شفايتزر - جون ديوي - سارتر.

## المقدمة
المؤلف الذي نحبه ليس فقط صديقا نأتنس بآرائه ونستفيد بأفكاره، إنما هو أكثر من ذلك هو بهذه الآراء والأفكار. يتسلل إلى قلوبنا وعقولنا فيؤثر في شخصيتنا أو يغريها، وهو بهذه المثابة، نفسي فسيولوجي له دورة حيوية في وجودنا، ولكن المؤلف العظيم، ليس هو الذي يجعلنا نرى الدنيا بعينيه ونشهد على الناس والأشياء بضميره، وإنما هو، وإن لم يكن في رؤيته وشهادته قد فتح بصريتنا، الذي يعلمنا الاستقلال رائين ومشاهدين معا إن كل إنسان كون نفسه، ولذلك له الحق في أن يسأل في استقلال، وأن يجيب في استقلال عما يحس وعما يجد، وهؤلاء المؤلفون الذين تخصصوا في الرؤية والشهادة جديرون بأن نقرأهم، ولكن يجب أن نحذرهم وهيهات أن نحذرهم؛ ذلك لأن لكل كاتب له ايعازاته التي تندس إلى عقولنا من إيحاءاته التي لا طاقة لنا بالتخلص منها، وأحيانا حيث لا ندري، ولكن علينا في كل حال أن ننشد الاستقلال وقد تأثرت بهؤلاء الكتاب الذين ذكرتهم في هذا الكتاب، وأحببتهم، وأعظمتهم، ووجدت فيهم النور والتوجيه، ولكني حاولت الاستقلال، وهذا ما أنصح به القارئ الذي يجب أن ينصت إلى قول أمير الأدب جيته؛ إذ يقول: «كن رجلاً ولا تتبع خطواتي».

## مقتطفات من الكتاب
المؤلِّفون يغيرون الدنيا
بدأت أرسم خارطة حياتي حوالي عام 1906 حين ساء الوسط العائلي، وكان يتعقبني بالعذاب.... فررت إلى أوروبا وهناك انبسطت لي آفاق.... رأيت شعوبا حرة لكل منها الكلمة العليا التي تتضح في الانتخابات البرلمانية، ورأيت مشاكل الشعب تدرس في البرلمان الذي له وحده حق تعيين الوزارات وإسقاطها، ورأيت جرائد تعالج المذاهب وتناقش الساسة، ورأيت الاجتماعات التي يجتمع فيها الرجال والنساء ويبحثون فيها مشاكل العالم، ورأيت البيت النظيف، والشارع النظيف، والكتب العديدة، والمكتبات المجانية، وأختلط بكل ذلك، وتحدثت إلى الفرنسيين والإنجليز، وشرعت عندئذ أخذ بأساليب المتمدنين، وأهدف إلى أهدافهم، وأدرس وأتعلم وأتجول وأتأمل. وعرفت فوق ما عرفت، أن المرأة يمكن أن تكون إنسانا حرا لا يختبئ من الدنيا وينظر إليها من صير القفل، ولكن يواجهها في شجاعة، تتعلم وتعمل وتتحمل المسئوليات"، يتابع موسى قائلاً: "هناك كتب قد غيرت نفوسنا كما لو كانت ديانات جديدة، بل إن الاختلاف بشأن نظرياتها يشبه إلى حد كبري الاختلاف الديني، فإن المختلفين على كتب نيتشه في مذهب القوة يحتدون ويتعصبون، وكتاب داروين عن أصل الأنواع لا يزال يحدث مصادمات ذهنية بين التقليديين والابتداعيين، فهو كفر مظلم عند أولئك، وهو رؤية مثرية عند هؤلاء، وإني واحد من أولئك الذين تغيروا بنظرية داروين... لأن التطور عندي مذهب سام، فدس نفسي وغيرني ووجهني، وهو ليس عندي تفكيرا فحسب، وإنما هو إحساس وعاطفة وحب وروحية"، وينتهي الفصل وموسى يكتب: "قرأت في حياتي مئات الكتب التي زادت وجودي في الدنيا والتي نحوت وتربيت بها، وقد اخترت من مؤلفيها بضعة عشر كان لهم الأثر الأكبر في ترتيب ذهني وتنظيم ثقافتي، ولكن اختياري لهم لا يعني أني أشير على القارئ أن يقرأهم ويعرفهم؛ لأني إنما أردت أن أبسط له بعض الأسباب والنتائج في تكوين شخصيتي".
فولتير (محطم الخرافات)
يهفو الذهن إلى ذكرى فولتري كلما هبت على الأمة عواصف الظلام التي تقيد الحرية، وتسوغ الاعتقال، وتمنع الكتب، وتراقب الصحف، وتضع الحدود والسدود للعقول، وتنهك النفوس البشرية بأفظع مما ينهك الفاسق الأجسام البشرية؛ ذلك لأن فولتير عاش من أجل الحرية، وكانت إيماءة حياته احترام الإنسان وكرامة الناس وحريتهم«، ويروي موسى سيرة حياة فولتير ويقول:» شاعت لفولتير أخيراً شهرة بأنه زعيم الحرية، فكانت تصل اليه شكاوى من المضطهدين من الأحرار من جميع الأقطار يطلبون منه الدفاع والإسعاف، وكان يجمع لهم المال كي ينقذهم من حكوماتهم ومن كنائسهم، وما زلنا إلى الآن نسمع عبارة فولتير: «اسحقوا الخزي»، وهذا الخزي هو اضطهاد الأحرار المخالفين للكنيسة.... عند الفرنسيين مثل يقول: «ما ليس واضحا ليس فرنسيا»، ولهم الحق في ذلك، وهذا الوضوح يعزي إلى التزامهم المنطق السليم الذي تعلموه من فولتير وأمثاله.
جيته (الشخصية العالمية)
المشهور عن جيته أنه أديب عظيم، وقد نقل إلى اللغة العربية من مؤلفاته قصة "آلام فرتر" ودراما "فاوست".... أأديباً كان جيته أم عالماً؟ إن عبقرية جيته لم تكن في الأدب أو العلم أو الفن، وإنما كانت في شخصيته، وصحيح أن له مآثر في هذه الثلاثة، ولكن مأثرته الأولى هي شخصيته، فقد عيب عليه ذات مرة أنه لا يعنى كثيراً بموهبته في الشعر والأدب، فكان جوابه: إن من حقي أن أعني بشخصيتي، وهي أكبر من أدبي".
داروين (عار العائلة)
مات داروين في عام 1882 بعد كفاح ثقافي طويل، ونحن الآن بعد وفاته بأكثر من نصف قرن، نستطيع أن نقول: إنه أكسبنا فهما للطبيعة والكون والإنسان، جديدا وزودنا بمنهج للتفكير لم نكن نعرفه من قبل، فإن كتابه «أصل الأنواع» الذي أخرجه في عام 1859 حمل إلى القراء شيئين؛ أولهما: معارف تكاد تكون حقائق عن أصل الأنواع في الحيوان والنبات، وأنها جميعها ترجع إلى أصل واحد أو أصول قليلة. وثانيهما: منهج للدراسة هو أن الاستقرار لا يعرف في الطبيعة، وأن الإنسان والحيوان والنبات في تغير مستمر.
فيسمان (المؤلف الذي أفسد ذهني)
فيما بين سنة 1900 وسنة 1910 كان النقاش يدور حول الصفات المكتسبة، أي العادات، أتورث أم لا تورث؟
الفهم الجديد للتطور يحملنا على الإكبار من شأن الوسط البشري وضرورة ترقيته حضاريٍّا وثقافيٍّا؛ لأن العادات التي يتعودها الإنسان بكفاحه لمصاعب الوسط سوف تنتقل كما لو كانت غرائز إلى الأجيال القادمة، وليس ما نسميه غرائز طبيعية سوى عادات تبلورت بتعاقب الأجيال .... المركبات التي نشأت في ذهني من الإيمان بالوراثة قد أفسدت تفكيري نحو أربعين سنة، بل أفسدت أخلاقي وجعلتني أتشاءم كثيراً، أما إيماني بالوسط فقد أعاد إلي اتزاني الذهني والأخلاقي وملأني تفاؤلا بمستقبل البشر، هذه هي قصة الكتاب الذي أفسد ذهني، ولكن المناخ الذهني في بداية هذا القرن كان يهيئ للإيمان بالوراثة ويؤيدها.
هنريك إبسن (داعية الشخصية)
هنريك إبسن هو داعية الاستقلال الروحي للإنسان عامة وللمرأة خاصة، وقد ألَّف درامته «لعبة البيت» في دعوة المرأة الأوروبية إلى أن تستقل، وتنشد الآفاق، وتجرب التجارب، وتختبر الدنيا، وتربي نفسها، بدلا من أن تعيش خلف الرجل يكسب حولها ويحوطها برعايته ويدللها في البيت ويقصر حياتها على الزواج والأمومة.
نيتشه (أو فتنة الشباب)
عرفت نيتشه في عام 1909 وكنت منغمسا في نظرية التطور، وكان «تنازع البقاء» و«بقاء الأصلح» و«الطبيعة حمراء بين الناب والمخلب» من المعاني التي أقبلها في صمت وتسليم، وهذه المعاني جميعها تنقض الديانات التي تقول بالرحمة والتعاون والإخاء البشري وحماية الضعيف.
أرنست رينان
عرفت أديباً آخر بقلمه أيضا كان له أبلغ الوقع وأبعد الأثر في ثقافتي وتربيتي، هو أرنست رينان، وهو الذي غرس في نفسي الروح البشري، وبهذا الروح أحببت تلك الشخصية السامية التي وصفها رينان في كلمات الحب والإعزاز، والتي أحاول مع العجز، ولكن مع الأمل، أن أرتفع إلى الأخلاق التي رسمها في شخصية المسيح.
دستويفسكي (ذكاء العاطفة)
أحيانًا أحاول أن أعلل حبي لهؤلاء الأدباء الروس بأن الحالة الاجتماعية التي وصفوها كانت تشبه حالنا في مصر، وأن الوسط الاجتماعي الأوروبي الأمريكي كان يجري على نظم ديمقراطية حرة، لا تتيح للأوروبي أن يستمرئ هذا المجتمع الروسي القديم.
ثورو (نداء الطبيعة)
رجل جرب تجربة في العيش كانت إلهاما لغاندي هو هنري ثورو الكاتب الأمريكي، الذي كسب غاندي عنه أسلوب العيش، كما أخذ عنه شعار الثورة الهندية على الإمبراطورية البريطانية، وهو «العصيان المدني».
تولستوي (فيلسوف الشعب)
كان طيلة حياته في النصف الثاني للقرن التاسع عشر ضمير أوروبا، يرتئي الرأي ويعظ الموعظة.
فرويد (وتشريح النفس البشرية)
جاء فرويد فكشف عن النفس قناعاتها بمفتاح جديد هو «العقل الكامن» أو الكامنة، وفكرة الكامنة هي إحدى الفكرات المحورية أو البذرية، فكرة خصبة ولدت، وتوالد أولادها، حتى ظهر من الأولاد ما عاق الأم، ولكنه في عقوقه قد أثمر ونفع.
إليوت سميث (وأصل الحضارة)
كان إليوت سميث أستاذًا للتشريح في كلية (مدرسة) قصر العيني، قبل نحو أربعين أو خمسين سنة، وقد تعلم على يديه كثير من أطبائنا مثل علي إبراهيم، وجورجي صبحي، وأحمد شفيق، وكانت له هواية إلى جنب الحرفة، وكان كما هو المألوف يهتم بهوايته وبحرفته، بل انتهى في أخريات حياته إلى احتراف الهواية، وهذه الهواية هي تاريخ مصر ولكنه لم يكن يدرس تاريخ مصر كي يتعرف على تاريخ مصر، وإنما كان يهدف إلى درس تاريخ الحضارة البشرية في العالم كله عن طريق الدرس لأصول الحضارة المصرية التي انتشرت حول ضفتي النيل في العشرة آلاف سنة الأخيرة.
هافلوك إليس (والزواج الانفصالي)
مات «هفلوك إليس» قبل الحرب الكبرى الثانية، ووصفته إحدى المجلات الأوروبية الكبرى حينئذ بأنه كان أعظم رجل متمدن في أوروبا. وأنا أحاول هنا أن أروي للقارئ تاريخ حياته، ووصف مؤلفاته، كي يستخرج العبرة من هذا الوصف.
جوركي (والأديب المكافح)
نشأ جوركي في أسرة من الفقراء الذين جر عليهم الفقر طائفة غير صغيرة من الكوارث، فرأى بعينه الإجرام في أعضاء أسرته، كما أن الجوع قد حمله على أن يحترف أوضع الحرف .... قبل ثورة عام 1905 الفاشلة كان جوركي يؤلف القصص القصرية التي يعالج فيها أعماق الفقر والبؤس ويبعث فيها بخمائر الثورة .... جميع مؤلفاته تقريبًا نجد هذه الكراهة للتاجر والصانع، أي: للرأسمالي، صاحب المتجر أو صاحب المصنع الذي يُثرى بما يكسبه من عرق العمال.
شو (رفيق حياتي)
قبل أن ألقى برنارد شو وجهاً لوجه كنت قد قرأت بعض مؤلفاته، فوجدت القوة التحريرية فيها تعادل أو تزيد على ما لقيته في فولتير ونيتشه، ولما التقيت به في الجمعية الفابية في لندن أحسست كأني إزاء أجمل رجل في العالم.
غاندي (داعية الاستغناء)
ولد غاندي إنسانً ومات قديساً، ولم يكن غاندي مؤلفاً من حيث فن التأليف الكتابي وإخراج الكتب، ولكنه ألّف ما هو خير من الكتب، ألّف حياته التي كانت مصباحا منيراً نحو أربعين سنة للبشر من جميع الطبقات.
ويلز (فيلسوف الصحافة)
حياة ويلز الأدبية منذ شرع يكتب حوالي عام 1895 إلى وفاته في عام 1945 هي تاريخ نصف قرن من التطور الذهني لكاتب عظيم إزاء التطورات والانقلابات العلمية والاقتصادية والسياسية، ومؤلفاته الأولى كلها تفاؤل واستبشار بالمستقبل.
شفايتزر (صديق الزنوج)
هو مؤلف في الأدب والاجتماع والفلسفة والمسيحية قد استطاع أن ينير الأذهان ويهذب الحيوان في الإنسان، ولكنه زيادة على المؤلفات قد عمل وكافح، حتى إننا لنجد في هذا الكفاح ما يغنينا عن قراءة مؤلفاته.
جون ديوي (فيلسوف العلم)
المدرسة عند ديوي هي جنين المجتمع، وحين تنطوي المدرسة على نفسها، وتعلم النظريات وتلقي الدروس التي لا علاقة لها بالمجتمع العصري حين تفعل ذلك، تعود بالضرر على تلاميذها؛ ولهذا يجب ألا تنقطع بتاتًا عن الاتصال بالمجتمع.
سارتر (زعيم الانفرادية)
حضرت دراما لبول سارتر في باريس، ولم أستطع الحصول على تذكرتي إلا قبل ميعادها بخمسة أيام لفرط التزاحم على رؤيتها، وكان ثمنها جنيهاً كاملاً، وهذه الدرامة هي: «إبليس والله الطيب»، وهي تحوي من الزندقة أو الهرطقة ما لا يطيقه مؤمن، ولكن المتفرجين أنصتوا وكأنهم كانوا في قاعة جامعية يتعلمون إنهم شعب قد تعلم معاني التسامح، وهو أن تتقبل في يسر وصمت ما تتألم منه؛ لأنك تعرف أن لغيرك الحق في أن يعتقد غير ما تعتقد، ولقد رأيت أحد الممثلين ينظر إلى أقدس شخصية عند المسيحيين فيقول: أنت أصم أنت أبكم.

## نقد وتعليقات
كتبت باسنت موسى على موقع الحوار المتمدن في 29 ديسمبر 2007: «سلامة موسى أسم لا يمكن أن ينساه من يكونوا لأنفسهم بناءاً معرفياً سليماً وذلك لأن هذا الرجل، وما تركه من أفكار حوتها أوراق كتبه، تعد لبنة أساسية لاى بناء معرفي سوى متميز قادر على التفاعل مع عصرنا الحالي وتحدياته. ولعلنا نذكر هنا أديبنا الرائع الراحل نجيب محفوظ والذي دوما ما كان يذكر بأنه تتلمذ على يد سلامة موسى .... أن هذا الكتاب تلمح فيه سلامة موسى يتحدث لذاته في مواضع كثيرة ويناقش رؤاه الشخصية، وتلك برأيي خير بداية للقارئ ربما يخطو أولى خطواته نحو سلامة موسى»، واسترسلت الكاتبة على موقع ملاحق المدى قائلة: «عندما بدأت قراءة» هؤلاء علموني«شعرت بأن مجتمعاتنا تستحق عن جدارة الجمود الذي تحياه، والتخلف الذي تعيشه، لأنها تنكر حق عظمائها من التكريم والاهتمام بل تسمح للسوقه والرعاع، من نجوم الحاضر، في الإساءة والتشويه لهؤلاء العظماء وانظروا لعدد المواقع التي تتناول حياة سلامة موسى وفكره بالتهكم والشتيمة».
كتب جمعة عبد الله على موقع ازيلال الحرية في 2013: «كتاب (هؤلاء علموني) حصيلة من أفكار أشهر أدباء وفلاسفة أوروبا، الذين ساهموا بشكل فعال في النهضة الأوربية، وفي التطور العلمي والصناعي، وتعميق الوعي بالحرية والديموقراطية وحقوق الإنسان بما فيها حقوق المرأة، ومهمة البرلمان والصحافة والأحزاب والحركات السياسية، وفي تطور الأدب والمسرح في الحياة العامة، لخلق تقاليد راسخة في الوعي الحر، ويتناول حصيلة تطور الفكر الإنساني الذي يؤمن بالإنسان».
كتب زغلول عبد الحليم على موقع رابطة أدباء الشام في 31 ديسمبر 2015: «كتاب (هؤلاء علموني) هو آخر كتاب (ألفه) سلامة موسى وهو عبارة عن تعريف بكتاب الغرب الذين تأثر بهم الرجل خلال وجوده في أوروبا .... هو حر في إختيار من يعلمه ولكنه ليس حراً في إذاعة الأفكار التي تؤدى إلى إضعاف الدين في نفوس الناس وتلويث المفاهيم بحجة حرية الفكر».
كتب محفوظ عبد الرحمن على موقع البيان في 4 يناير 1998: «كنت غارقا في التفكير حول سلامة موسى أولا: لأنه أحد الذين علموني، وثانيا لانه كان له كتاب هام تحت نفس الاسم .... صدمني أنني لم أجد في مكتبتي كتاباً واحداً لسلامة موسى .... ان هذه الصدمة العنيفة واكتشافي انني لا احتفظ بكتاب واحد لسلامة موسى. مررت ببعض المكتبات التي اتعامل معها والمدهش أنني لم أجد فيها للأسف كتابا واحداً له».
كتب عبد الحميد القائد في صحيفة أخبار الخليج البحرينية في 15 ديسمبر 2018: «كان كتابه» هؤلاء علموني«مدخلاً لي إلى عالم الثقافة والضوء، والخروج بل والتيه والشتات في العوالم البعيدة ... اعتبره أصحاب التوجهات الإسلامية أنه كان عدوًا للإسلام، ولكنه لم يكن كذلك أيضا بل كان مناوئا لجميع الأديان».
كتب مفيد فوزي على موقع صحيفة أخبار اليوم في 27 يونيو 2021: "لاحظ عبد الحليم (يقصد المغني عبد الحليم حافظ) أن كتب سلامة موسى على أرفف مكتبة خشبية. وطلب منى عبد الحليم أن تكون كتب سلامة موسى نواة لمكتبته في بيته بالعجوزة قبل أن يذهب ليعيش في الزمالك.... وقرأ كتاب "هؤلاء علموني" ثلاث مرات، حيث يحكى سلامة موسى تجارب ذهنية لأسماء كبيرة في الفكر يقول عنهم سلامة موسى "هؤلاء كان لهم الفضل في تكوين رؤيتى ونظرتي للحياة".

## وصلات خارجية
https://www.hindawi.org/books/72527397/ هؤلاء علموني
https://www.goodreads.com/book/show/6238039 هؤلاء علموني
http://www.akhbar-alkhaleej.com/news/article/1147698 هؤلاء علموني
https://www.ahewar.org/debat/show.art.asp?aid=119931 هؤلاء علموني